# Batrochoglanis
Batrochoglanis is een geslacht van straalvinnige vissen uit de familie van de antennemeervallen (Pseudopimelodidae).

## Soorten
- Batrochoglanis acanthochiroides (Güntert, 1942)
- Batrochoglanis melanurus Shibatta & Pavanelli, 2005
- Batrochoglanis raninus (Valenciennes, 1840)
- Batrochoglanis transmontanus (Regan, 1913)
- Batrochoglanis villosus (Eigenmann, 1912)